# Holly e Benji: Corri per il domani!
Holly e Benji: Corri per il domani! (キャプテン翼 明日に向って走れ!?, Kyaputen Tsubasa: Asu ni mukatte hashire!, lett. "Captain Tsubasa: Corri per il domani!") è un film d'animazione del 1986 diretto da Tatsuya Okamoto e Noriyoshi Nakamura.
Si tratta del terzo film del manga e anime Holly e Benji (Captain Tsubasa). In Giappone uscì il 15 marzo 1986. In Italia venne diviso in due episodi (Amici per sempre e In ritiro con la nazionale) trasmessi su Italia 1, Italia Teen Television e Italia 2. Fu in seguito riproposto in DVD da Yamato Video nel 2007 con titolo e durata fedele all'originale.

## Trama
La nazionale giovanile giapponese si allena in vista della terza sfida contro l'Europa, ed i giocatori ripensano ai momenti passati (per esempio alla finale Nankatsu-Toho e al giorno in cui Benji sfidò i capitani delle squadre di differenti sport).